# José Gascón y Marín
José Gascón i Marín (Saragossa, 14 de febrer de 1875 – Madrid, 2 de setembre de 1962) va ser un advocat i polític espanyol, que va ser ministre d'Instrucció Pública i Belles arts després de la dictadura del general Primo de Rivera.

## Biografia
Catedràtic de Dret Polític i Administratiu en la Universitat de Sevilla en 1902, en la Universitat de Saragossa en 1907 i en la Universitat Central de Madrid en 1916, com a membre del Partit Conservador, va ser elegit diputat per Saragossa en les successives eleccions que es van celebrar entre 1916 i 1923.
Va ser ministre d'Instrucció Pública i Belles arts al govern que, entre el 19 de febrer i el 14 d'abril de 1931, va presidir Juan Bautista Aznar-Cabañas.
Fou un dels vint-i-dos juristes addictes a la revolta els qui designats pel Ministeri de Governació el 21 de desembre de 1938 van elaborar el “dictamen sobre la il·legitimitat dels poders actuantes el 18 de juliol de 1936”.
Des del 3 de març de 1953 fins al 2 de novembre de 1962 ocupà la presidència de la Reial Acadèmia de Ciències Morals i Polítiques.

## Obres
- Nociones de Derecho Político (1909)
- Tratado de Derecho Administrativo (1917-22)
- Administración provincial: sus problemas (1942)
- Los sindicatos y la libertad de contratación
- Mancomunidades provinciales
- Municipalización de Servicios Públicos
- La extradición ante el Derecho Internacional.